# Joachim Patinir
Joachim Patinir, más írásmóddal: Patenier (Dinant, Vallónia, 1480 körül – Antwerpen, 1524. október 5.) németalföldi festő, a németalföldi tájak (egyik) első nagy megjelenítője.

## Életpályája
Családjáról nem sokat tudunk, nem maradt szülőhelyén, 1515-ig valószínűleg Brugge-ben dolgozott, majd Antwerpenbe sietett, ahol nagy volt a gazdagság, s szívesen vásároltak vagy rendeltek festményeket. Nem tudjuk, ki volt a mestere, de az bizonyos, hogy korai munkáira Hieronymus Bosch és Gerard David művészete hatott. 1515-ben tagja lett az antwerpeni festő céhnek, a műgyűjtők hamarosan felfigyeltek szép tájképeire. Tájképeit soha nem hagyta emberalakok nélkül.
Az emberalakokat nem mindig ő festette, hanem a figurális ábrázolásban jártasabb kortársai, ő pedig szép tájképi hátteret festett festőbarátai képére. Például Quentin Massys, Gerard  David, Adriaen Isenbrant és Joos van Cleve festőkkel működött együtt.
1521-ben Albrecht Dürer Antwerpenbe látogatott és megcsodálta Patinir tájképeit és a festőről réztűvel pala- vagy fémlemezre egy csinos portrét készített. Külföldről is érdeklődtek Patinir tájképei iránt. Nagy élmény volt a gyűjtőknek és a műélvezőknek, hogy a táj mint fő téma jelent meg Patinir képein, a táj az ő képein nem egy jelenet hátteréül szolgált csupán. Jeles tanítványa volt Frans Mostaert. Van Mander elbeszélése szerint igen nehéz dolga volt Patinir tanítványának, mivel igen iszákos ember volt a mester, aki gyakran elment a kocsmába, s kizárta tanítványát a műhelyből. Akárhogyan is volt, az ő nyomdokain alakult ki a flamand tájképfestészet, köztük Gillis van Coninxloo (1544-1607); Jan van Goyen (1596-1656); Jacob van Ruisdael (1628-1682); ifj. Willem van de Velde (1633-1707) művészete.
Európa jeles múzeumai őrzik munkáit, három szignált képe ismeretes: Menekülés Egyiptomba (Antwerpen); Krisztus megkeresztelése (Bécs); Szent Jeromos (Karlsruhe).

## Galéria

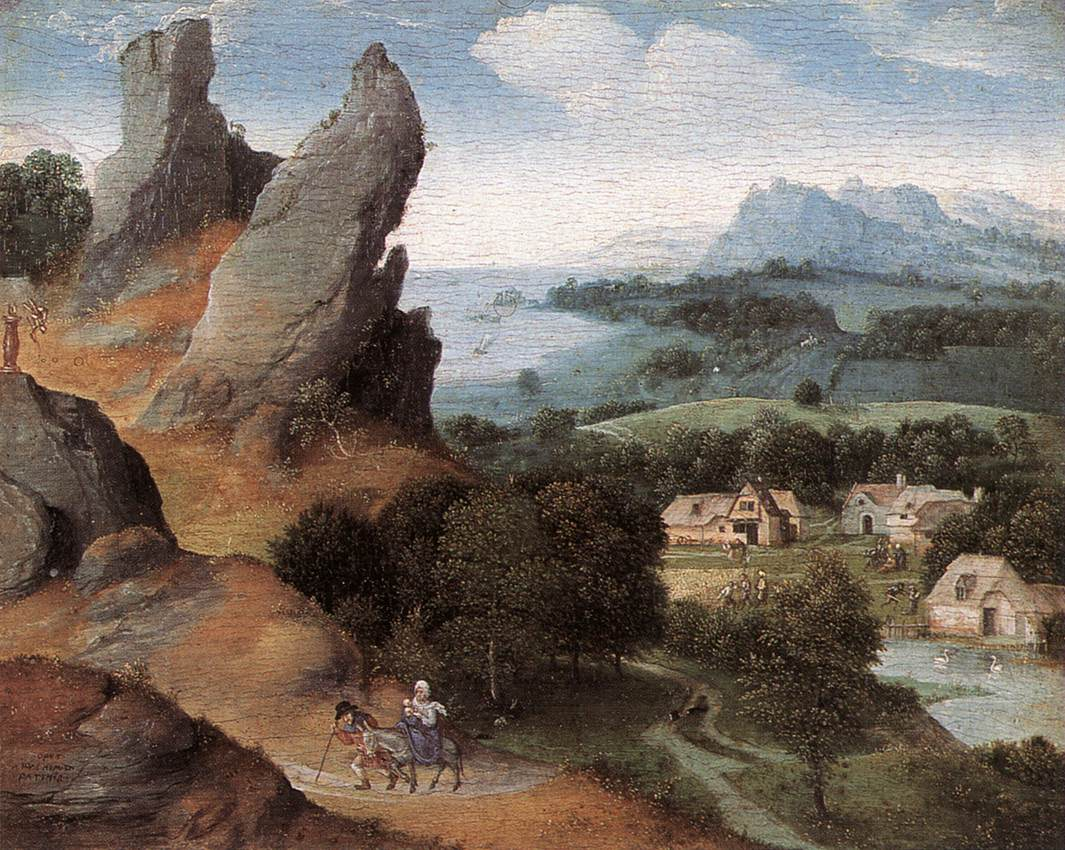
Menekülés Egyiptomba (Királyi Művészeti Múzeum, Antwerpen)
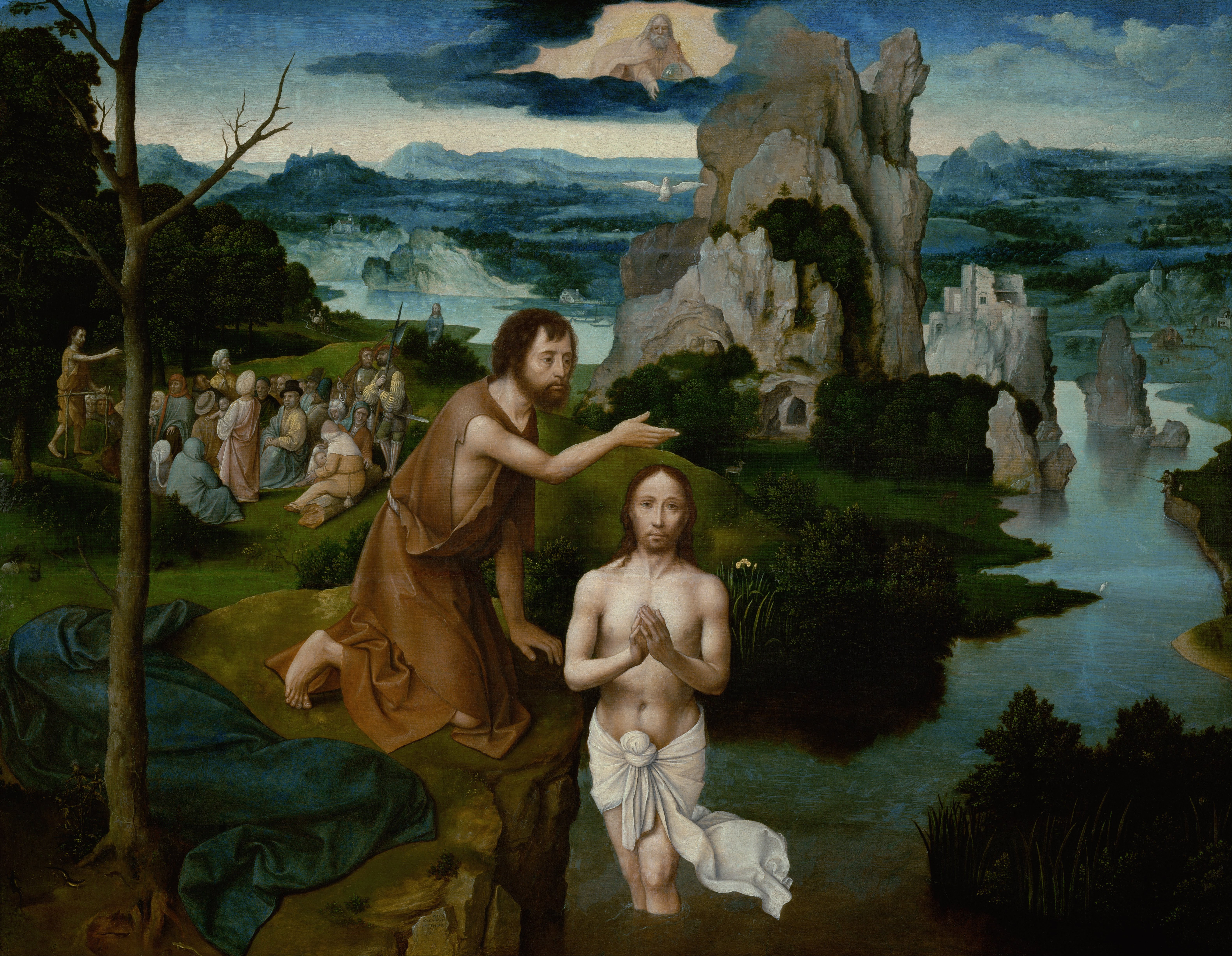
Szent János megkereszteli Jézust (1510-1520 közt; Bécsi Szépművészeti Múzeum)
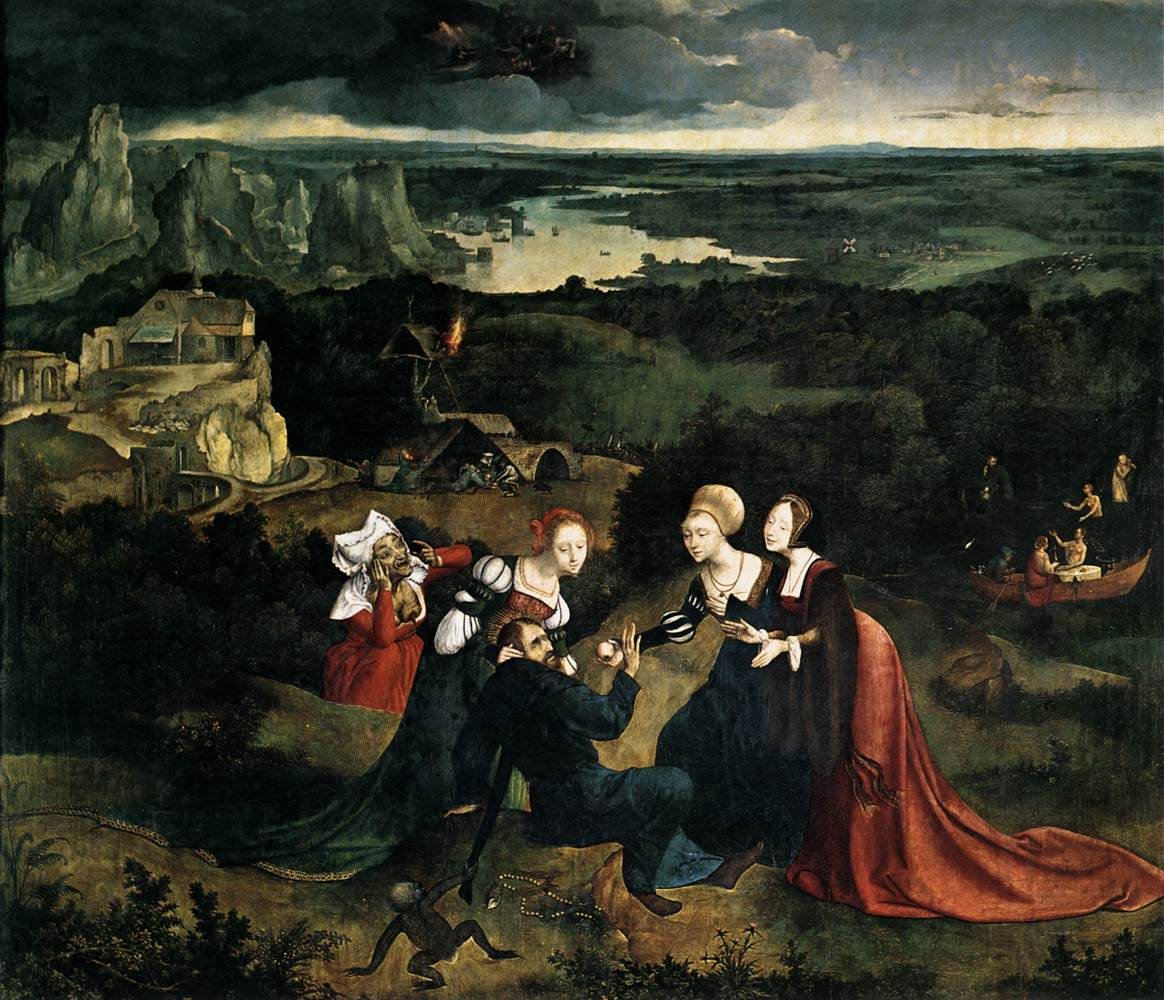
Szent Antal megkísértése (1515; Prado, Madrid)
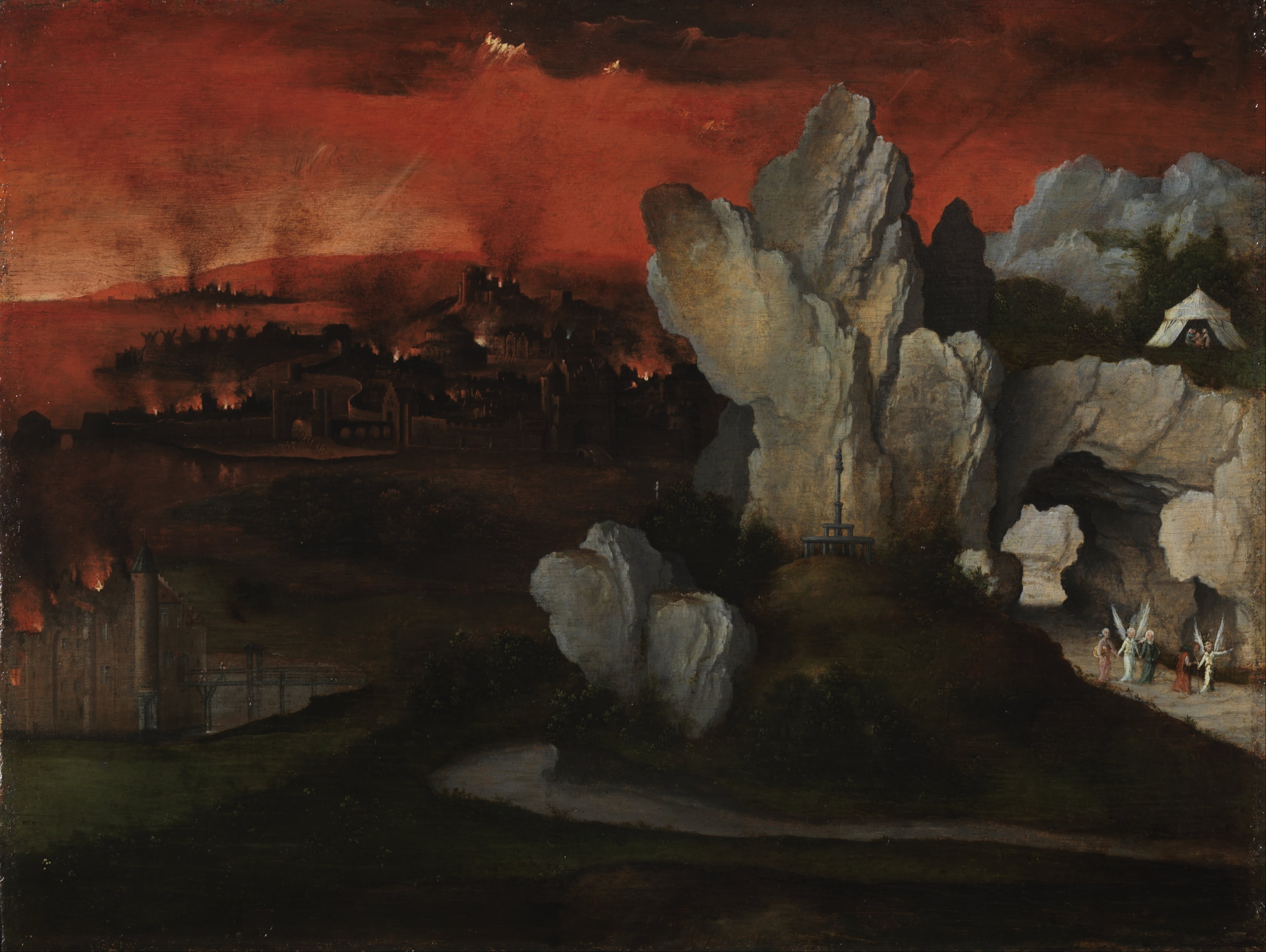
Szodoma és Gomora pusztulásának látképe (1520 körül; Museum Boijmans Van Beuningen, Rotterdam)
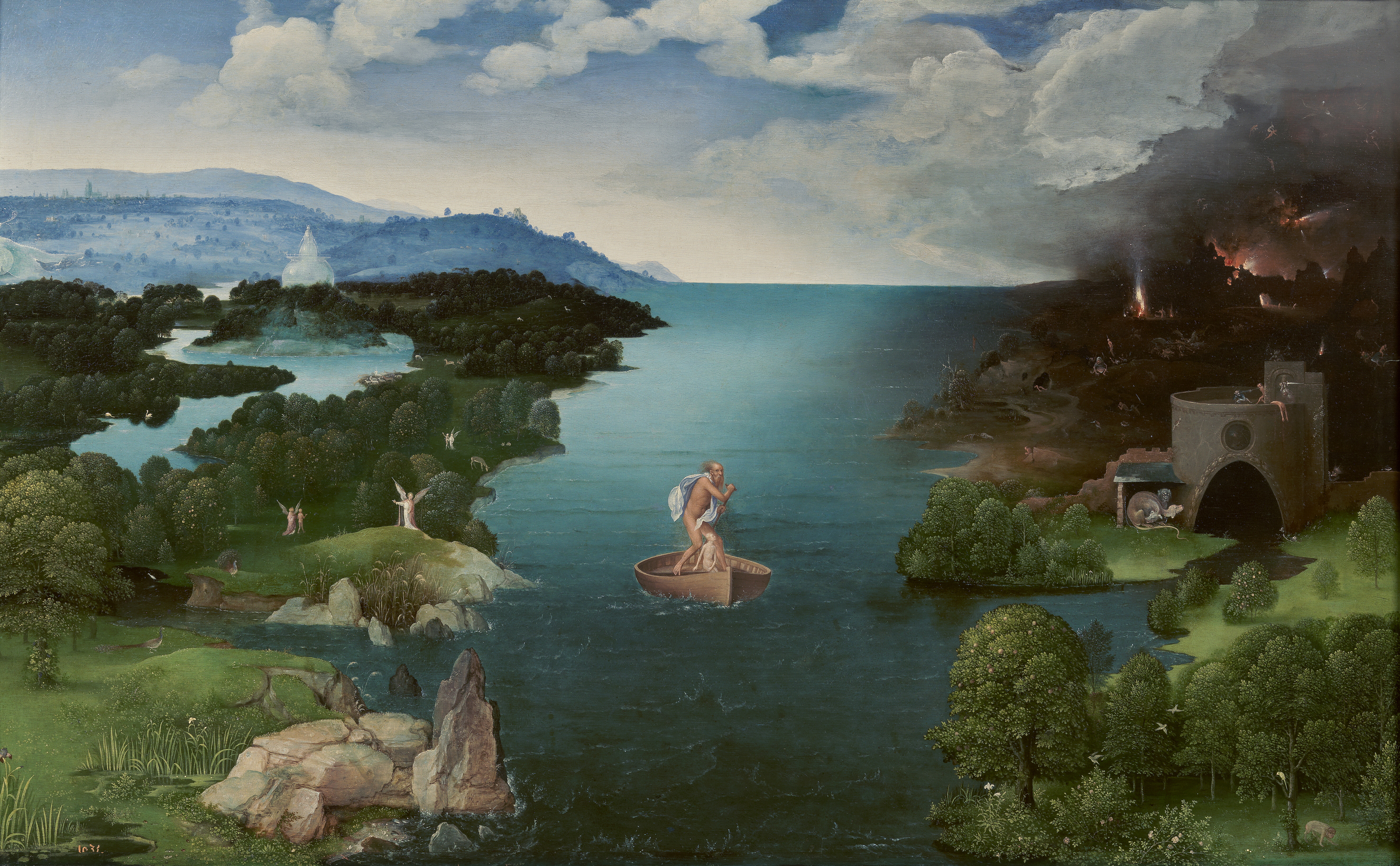
Átkelés a folyón (1515-1524; Prado, Madrid)